# 1882年11月10日日食
1882年11月10日日食为一次在协调世界时1882年11月10日出現的日環食。該次日食食分為0.9465，食甚維持6分14秒。

## 概述
這次日食的食分是0.9465，環食維持6分14秒。

## 基本參數
- 類型：日環食
- 食甚資料：
  - 日期：1882年11月10日
  - 時間：23時22分21秒
  - 地點：29S 177W
  - 食分：0.9465
  - 日環食持續時間：6分14秒

## 外部連結
- NASA日食專頁（页面存档备份，存于）（英文）